# Çatalyazı, İhsangazi
Çatalyazı là một xã thuộc huyện İhsangazi, tỉnh Kastamonu, Thổ Nhĩ Kỳ. Dân số thời điểm năm 2008 là 195 người.